# Jean-Paul Baudecroux
Jean Paul Baudecroux (* 11. März 1946 in Neuilly-sur-Seine, Hauts-de-Seine) ist der Gründer und Hauptaktionär der französischen börsennotierten Rundfunk-Gruppe NRJ Group. 75,5 % der Anteile sind in seinem Besitz.
Jean Paul Baudecroux begann sein Abenteuer 1981 eines freien Radios in Paris nach der Wahl von François Mitterrand als französischer Staatspräsident. Im Zimmer eines Dienstmädchens im 20. Pariser Arrondissement begann er damals sein Studio zu installieren. Er nannte sein Radio "NRJ" (Nouvelle Radio Jeunesse). Die Initialen bildeten im Laufe der Zeit ein Wortspiel mit dem französischen Wort "Énergie" (ausgesprochen: en-er-schi), (deutsch: Energie). Seither ist der Sender weltweit unter NRJ berühmt geworden und das größte Radiounternehmen Europas mit einem Umsatz von 343,6 Mio. Euro (2010).
In Deutschland ging der Sender erstmals 1991 mit Energy Berlin auf Sendung.